# Таранде
Таранде (лит. Tarandė) — микрорайон Вильнюса, столицы Литвы. Расположен к северо-западу от центра города. Входит в Пашилайчяйское староство и образует сянюнайтию. Население Таранде составляет 2419 человек (2021 год).
Через территорию микрорайона протекает река Таранде. К востоку находится небольшое озеро Гилужис. В Таранде имеется семейная больница, ветеринарная клиника, магазин. Планируется строительство детского сада-школы. В район с других концов города можно добраться на автобусе № 52.